# 말라위의 역사
말라위의 역사는 오늘날 말라위의 지역을 다룬다. 이 지역은 한때 마라비 제국의 일부였다. 식민지 시대에는 영국의 지배를 받았고, 처음에는 영국령 중앙아프리카 보호령, 나중에는 니아살랜드로 알려지게 되었다. 로디지아 니아살랜드 연방의 일부가 되었다. 이 나라는 1964년 말라위로 완전히 독립했다. 1994년까지 말라위는 헤이스팅스 반다에 의해 1당 국가로 통치되었다.

## 선사 시대
1991년 우라하 마을 근처에서 230만년에서 250만년 전의 사람 턱뼈가 발견되었다. 초기 인류는 5만년에서 6만년 전에 말라위호 근처에 살았다. 기원전 8000년경의 유적에서 인간의 유해는 오늘날 아프리카의 뿔에 살고 있는 사람들과 비슷한 신체적 특징을 보여주었다. 기원전 1500년경의 또 다른 유적에서는 산족과 비슷한 특징을 가지고 있다. 그들은 첸체레르와 음푼지의 릴롱궤 남쪽에서 발견된 암각화에 대한 책임이 있을지도 모른다. 체와족 신화에 따르면, 이 지역의 최초의 사람들은 아카풀라 또는 아카옴베라고 불리는 난쟁이 궁수 종족이었다. 반투어를 사용하는 사람들은 "공통 시대"의 4세기 동안 이 지역에 들어와 철과 화전 농업의 사용을 가져왔다. 13세기에서 15세기 사이에 반투족 정착의 후기 물결은 초기 반투족과 반투족 이전의 인구를 대체하거나 동화시켰다.

## 마라비 제국

1650년경의 마라비 제국의 고도 지도

말라위라는 이름은 마라비라는 단어에서 유래된 것으로 생각된다. 마라비 제국의 사람들은 철공이었다. 마라비는 "불꽃"을 의미하는 것으로 생각되며, 밤하늘을 밝히는 많은 가마들의 광경에서 유래했을지도 모른다. 마라비 제국으로 알려진 왕조는 15세기 후반에 아마라비 사람들에 의해 세워졌다. 결국 체와족(아마도 "외국인"을 의미하는 용어에서 파생된 단어)이라는 이름으로 알려지게 된 아마라비족은 불안과 질병으로부터 벗어나기 위해 오늘날의 콩고 공화국에서 말라위로 이주했다. 체와족은 아카풀라를 공격했는데, 아카풀라는 더 이상 존재하지 않는다.
마라비 제국은 오늘날 모잠비크와 잠비아뿐만 아니라 현대 말라위의 대부분을 포괄하면서 말라위호의 남서쪽 해안에서 시작되었다. 제국의 확장 기간 동안 제국의 우두머리는 칼롱가였다. 칼롱가는 만캄바에 있는 그의 본부에서 통치했다. 칼롱가의 지도 아래, 새로운 지역을 점령하고 정복하기 위해 부주장들이 임명되었다. 제국은 18세기 초 부원수들 간의 싸움과 급증하는 노예 무역이 마라비 제국의 권위를 약화시키면서 쇠퇴하기 시작했다.

## 영국의 지배

니아살랜드의 국기

1883년 영국 정부의 영사가 중앙아프리카의 왕과 추장들로 임명되었고, 1891년 영국은 영국령 중앙아프리카 보호령을 설립했다.
1907년 니아살랜드는 니아살랜드 보호령으로 이름이 바뀌었다. 1950년대에 니아살랜드는 1953년에 로디지아 니아살랜드 연방을 형성하기 위해 북로디지아와 남로디지아에 가입했다. 1963년 12월 31일 해체되었다.
1915년 1월, 니아살랜드 남동부의 천년왕국설인 목사인 존 칠렘베는 영국의 통치에 대항하여 칠렘베 봉기로 알려진 실패한 반란을 이끌었다. 칠렘베는 식민지 지배 체제뿐만 아니라 영국군의 동아프리카 전역에서도 냐사스의 영입에 반대했다. 칠렘베의 추종자들은 지역 농장을 공격했지만, 곧 영국군에게 패배했다. 칠렘베는 살해되었고, 그의 추종자들 중 많은 수가 처형되었다.
1944년, 1914년 아프리카 국민회의의 평화 헌장에 영감을 받은 니아살랜드 아프리카 회의(NAC)가 등장했다. NAC는 곧 남로디지아의 솔즈베리(현 하라레)와 북로디지아의 루사카에 있는 이주한 말라위 노동자들 사이에서 강력한 지부를 형성하면서 남부 아프리카 전역으로 퍼져나갔다.
수천 명의 니아살랜드인들이 제2차 세계 대전에 참전했다.
1958년 7월, 헤이스팅스 반다 박사는 미국, 영국, 가나에서 오랜 공백 끝에 귀국했다. 그는 나중에 말라위 회의당(MCP)이 된 NAC의 지도자로 취임했다. 1959년 반다는 정치 활동으로 귀로 교도소에 수감되었으나 1960년 런던에서 열린 헌법 회의에 참석하기 위해 석방되었다.
1961년 8월, MCP는 새로운 입법회를 위한 선거에서 압도적인 승리를 거두었다. 또한 새로운 행정 평의회에서 중요한 역할을 얻었고 1년 후 니아살란드를 거의 통치했다. 1962년 11월 런던에서 열린 제2차 헌법 회의에서 영국 정부는 니아살랜드 다음 해에 자치권을 주기로 합의했다.
헤이스팅스 반다는 1963년 2월 1일 영국 정부가 여전히 국가의 재정, 안보, 사법 제도를 통제하고 있음에도 불구하고 총리가 되었다. 1963년 5월 새로운 헌법이 발효되어 사실상 완전한 내부 자치 정부를 마련했다.

## 독립

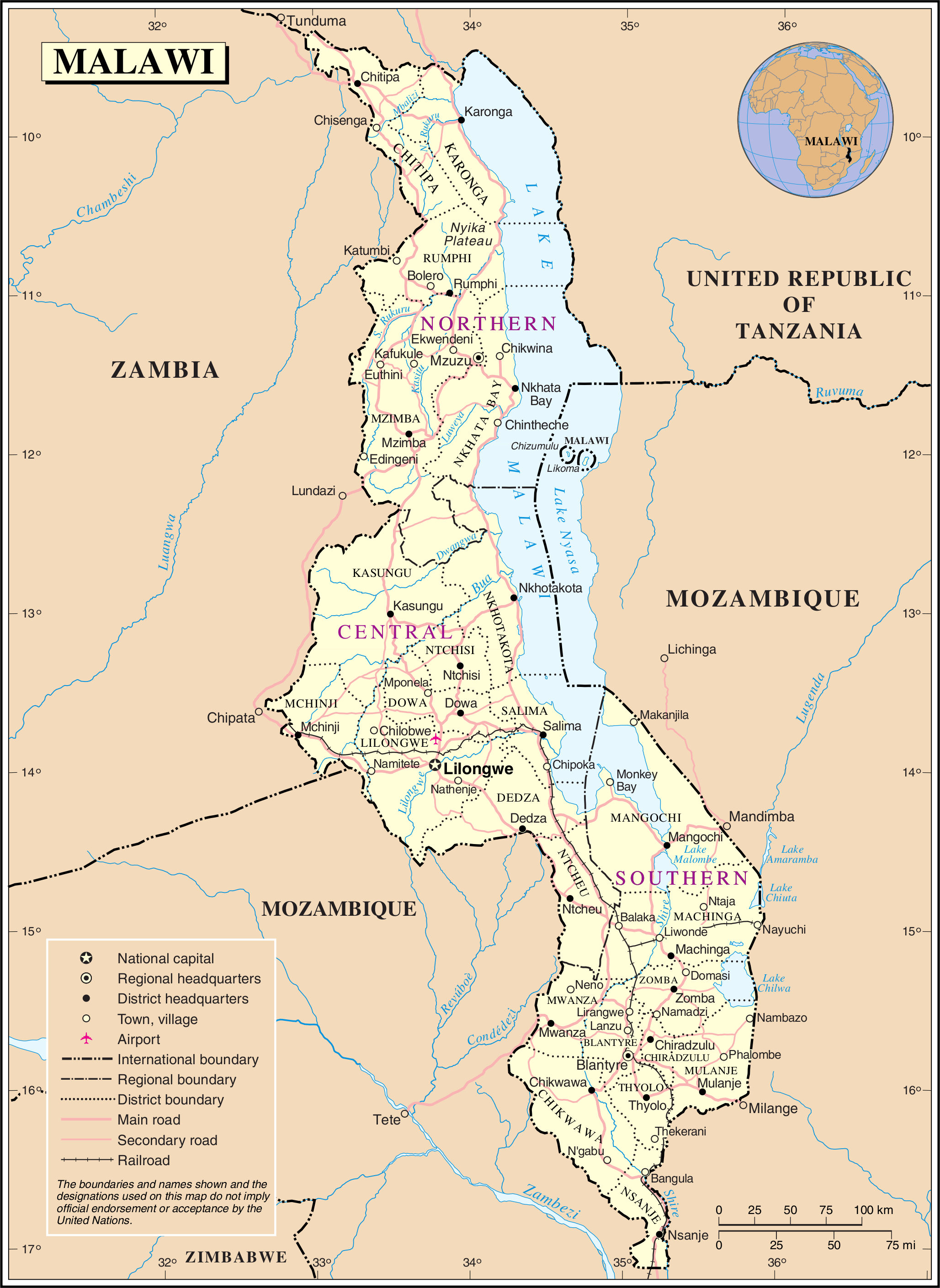
말라위의 지도

말라위는 1964년 7월 6일 영국 연방의 완전한 독립국이 되었다.
얼마 지나지 않아, 1964년 8월과 9월 반다는 1964년 내각 위기에서 대부분의 내각 장관들로부터 이견에 직면하였다. 내각의 위기는 1964년 8월 26일 반다 총리와 모든 각료들 간의 대립으로 시작되었다. 그들의 불만은 처리되지 않았으나, 9월 7일 세 명의 내각 장관이 해임되었다. 같은 날과 9월 9일, 해임된 자들에 동조하는 세 명의 내각 장관들의 사임으로 이어졌지만, 사임한 자들 중 한 명은 몇 시간 안에 그의 사임을 철회했다. 전직 장관들이 대립과 그에 따른 사퇴를 내세운 이유는 다른 장관들과 상의하지 못하고 자신의 손에 권력을 쥐고 있는 반다의 독재적 태도, 남아프리카 공화국, 포르투갈과의 외교관계 유지 주장, 국내 긴축정책 등이 꼽혔다. 그들의 지지자들과 반다 지지자들 사이의 계속되는 불안과 약간의 충돌 후에, 대부분의 전직 장관들은 10월에 말라위를 떠났다. 1965년 2월 헨리 치펨베레는 소규모의 무장 봉기를 일으켰다. 1967년 모잠비크에서 야투타 치시자 전 장관이 더 작은 규모의 침입을 조직하여 살해당하였다. 전직 장관들 중 몇몇은 망명 중에 죽거나, 말라위 감옥에서 오르톤 치르와와 같은 경우, 몇몇은 1993년 반다가 폐위된 후 말라위로 돌아가기 위해 살아남았고, 공직 생활을 재개했다.
2년 후, 말라위는 공화국 헌법을 채택하고 헤이스팅스 반다를 초대 대통령으로 하는 일당제 국가가 되었다.

## 같이 보기
- 아프리카의 역사
- 말라위의 대통령 목록